# Villa Park
För andra betydelser, se Villa Park (olika betydelser).
Villa Park, beläget i stadsdelen Aston i Birmingham, England, är fotbollslaget Aston Villas hemmaarena. Stadion tar 42 918 åskådare och används ofta som neutral arena i semifinalerna i FA-cupen, då den är lagom stor och ligger centralt i Storbritannien. Villa Park brukar rankas som en av Storbritanniens finaste fotbollsarenor.

## Tidig historia
Aston Villa spelade sina tidigaste matcher (mellan 1874 och 1876) på Mid Victorian Aston Lower Grounds Amusement Park (eller bara Lower Grounds) som låg i närheten av Aston Hall. På den lilla stadion spelade man förutom fotboll, även lacrosse, cricket och anordnade cykeltävlingar. Arenan visade sig snabbt vara för liten när klubbens popularitet växte i och med framgångarna. Ordförande Georg Ramsey insåg detta och hyrde in laget på en större plan, Perry Barr. En lokal pub i närheten fick fungera som klubbhus. På Lower Grounds spelades fortfarande stora matcher, som Cup-semifinalen 1884 och 1890. 
Efter 20 år på Perry Barr återvände 1897 ligasegrande Aston Villa till ett nyrenoverat Lower Park, senare känd som Villa Park. På den tiden tog arenan ungefär 18 000 åskådare. Den första matchen som spelade på den nyrenoverade arenan var en vänskapsmatch mot Blackburn. Aston Villa fick på den tiden betala en hyra på £250 per år för att utnyttja arenan. Efter första världskrigets slut började man att bygga om arenan igen. The Trinity Road Stand blev klar 1922, och invigdes av Hertigen av York. Villa Park blev helt färdigt i början av 1940-talet och den 2 mars 1946 slogs ett svårslaget rekord i Aston Villas historia. Hela 76 588 såg Aston Villa förlora mot Derby i sjätte omgången av FA-cupen. 

## 1960-talet och framåt
1958 installerades elektrisk belysning på Villa Park. The Holte End fick tak 1962 och man byggde om Witton Lanes tak till en mer konventionell design. Holte End blev efter ombyggnaden den största kortsidesektionen i Europa, med plats för 13 600 åskådare. Inför fotbolls-VM 1966 genomfördes även en del upprustningar av Villa Park, och tre matcher spelades på arenan under världsmästerskapet. 
Under det sena 1970-talet, när Aston Villa började etablera sig som ett topplag igen efter en tid i de lägre divisionerna, började planerna på en ombyggnad av arenan. I och med byggandet av North Stand blev hela Villa Park under tak för första gången i historien. Efter den tragiska Hillsborough-katastrofen 1989 blev man tvungen att bygga om arenan ytterligare. Man blev bland annat tvungen att sätta upp stolar på de gamla ståplatsläktarna. Detta resulterade i att Villafansen den 7 maj 1994 tog ett känslosamt farväl till sin gamla ståplats, The Holte End. Värmeslingor installerades inte förrän i juni 1996, precis efter EM-matcherna som hölls där. Den senaste ombyggnationen skedde under säsongen 2000/2001, då The Trinity Road Stand byggdes.